# Premi Planeta
El Premi Planeta és un premi de novel·la atorgat des de l'any 1952 per l'editorial Planeta reservat a originals escrits en llengua castellana. Després del Premi Nobel de Literatura, és el concurs literari més ben dotat del món amb 601.000 euros (2006) i s'atorga el 15 d'octubre de cada any a Barcelona. El jurat està format per escriptors i crítics de literatura, així com el president de l'editorial Planeta, i des de 1974 a més de recompensar econòmicament el premi guanyador també es recompensa el finalista.

## Guanyadors i finalistes
| Any  | Guanyador                                                                | Obra                                                     | Finalista                                    | Obra                                             |
| ---- | ------------------------------------------------------------------------ | -------------------------------------------------------- | -------------------------------------------- | ------------------------------------------------ |
| 1952 | Juan José Mira                                                           | En la noche no hay caminos                               | Severiano Fernández Nicolás                  | Tierra de promisión                              |
| 1953 | Santiago Lorén Esteban                                                   | Una casa con goteras                                     | Antonio Ortiz Muñoz                          | Otros son los caminos                            |
| 1954 | Ana María Matute                                                         | Pequeño teatro                                           | Ignacio Aldecoa                              | El fulgor y la sangre                            |
| 1955 | Antonio Prieto                                                           | Tres pisadas de hombre                                   | Mercedes Salisachs                           | Carretera intermedia                             |
| 1956 | Carmen Kurtz                                                             | El desconocido                                           | Raúl Grien                                   | A fuego lento                                    |
| 1957 | Emilio Romero                                                            | La paz empieza nunca                                     | Elisa Brufal                                 | Siete puertas                                    |
| 1958 | Fernando Bermúdez de Castro                                              | Pasos sin huellas                                        | Julio Manegat                                | La ciudad amarilla                               |
| 1959 | Andrés Bosch Vilalta                                                     | La noche                                                 | José María Castillo                          | El grito de la paloma                            |
| 1960 | Tomás Salvador                                                           | El atentado                                              | Manuel San Martín                            | El borrador                                      |
| 1961 | Torcuato Luca de Tena                                                    | La mujer de otro                                         | Sempronio (pseudònim d'Andreu Avel·lí Artís) | La oración del diablo                            |
| 1962 | Ángel Vázquez                                                            | Se enciende y se apaga una luz                           | Juan Antonio Usero                           | El pozo de los monos                             |
| 1963 | Lluís Romero i Pérez                                                     | El cacique                                               | Víctor Chamorro                              | El santo y el demonio                            |
| 1964 | Concha Alós                                                              | Las hogueras                                             | Vizarco (pseudónimo de Víctor Chamorro)      | El adúltero y Dios                               |
| 1965 | Rodrigo Rubio Puertas                                                    | Equipaje de amor para la tierra                          | Julio Manegat                                | Spanish Show                                     |
| 1966 | Marta Portal Nicolás                                                     | A tientas y a ciegas                                     | Santiago Moncada                             | El stress                                        |
| 1967 | Ángel María de Lera                                                      | Las últimas banderas                                     | Eugenio Juan Zappietro                       | Tiempo de morir                                  |
| 1968 | Manuel Ferrand Murillo                                                   | Con la noche a cuestas                                   | Pedro Entenza (Cuba)                         | No hay aceras                                    |
| 1969 | Ramón J. Sender                                                          | En la vida de Ignacio Morel                              | Manuel Scorza                                | Redoble por Rancas                               |
| 1970 | Marcos Aguinis (Argentina)                                               | La cruz invertida                                        | Luis de Castresana                           | Retrato de una bruja                             |
| 1971 | Josep Maria Gironella                                                    | Condenados a vivir                                       | Ramiro Pinilla                               | Seno                                             |
| 1972 | Jesús Zárate Moreno (pòstum)                                             | La cárcel                                                | Hilda Perera                                 | El sitio de nadie                                |
| 1973 | Carlos Rojas                                                             | Azaña                                                    | Mercedes Salisachs                           | Adagio confidencial                              |
| 1974 | Xavier Benguerel                                                         | Icaria, Icaria...                                        | Pedro de Lorenzo                             | Gran café                                        |
| 1975 | Mercedes Salisachs                                                       | La gangrena                                              | Víctor Alba                                  | El pájaro africano                               |
| 1976 | Jesús Torbado Carro                                                      | En el día de hoy                                         | Alfonso Grosso                               | La buena muerte                                  |
| 1977 | Jorge Semprún                                                            | Autobiografía de Federico Sánchez                        | Ángel Palomino                               | Divorcio para una virgen rota                    |
| 1978 | Juan Marsé                                                               | La muchacha de las bragas de oro                         | Alfonso Grosso                               | Los invitados                                    |
| 1979 | Manuel Vázquez Montalbán                                                 | Los mares del Sur                                        | Fernando Quiñones                            | Las mil noches de Hortensia Romero               |
| 1980 | Antonio Larreta                                                          | Volavérunt                                               | Juan Benet                                   | El aire de un crimen                             |
| 1981 | Cristóbal Zaragoza                                                       | Y Dios en la última playa                                | José María del Val                           | Llegará tarde a Hendaya                          |
| 1982 | Jesús Fernández Santos                                                   | Jaque a la Dama                                          | Fernando Schwartz                            | La conspiración del Golfo                        |
| 1983 | José Luis Olaizola Sarriá                                                | La guerra del general Escobar                            | Fernando Quiñones                            | La canción del pirata                            |
| 1984 | Francisco González Ledesma                                               | Crónica sentimental en rojo                              | Raúl Guerra Garrido                          | El año del wolfram                               |
| 1985 | Juan Antonio Vallejo-Nágera                                              | Yo, el rey                                               | Francisco Umbral                             | Pío XII, la escolta mora y un general sin un ojo |
| 1986 | Terenci Moix                                                             | No digas que fue un sueño                                | Pedro Casals                                 | La jeringuilla                                   |
| 1987 | Juan Eslava Galán                                                        | En busca del unicornio                                   | Fernando Fernán Gómez                        | El mal amor                                      |
| 1988 | Gonzalo Torrente Ballester                                               | Filomeno, a mi pesar                                     | Ricardo de la Cierva                         | El triángulo. Alumna de la libertad              |
| 1989 | Soledad Puértolas                                                        | Queda la noche                                           | Pedro Casals                                 | Las hogueras del rey                             |
| 1990 | Antonio Gala                                                             | El manuscrito carmesí                                    | Fernando Sánchez Dragó                       | El camino del corazón                            |
| 1991 | Antonio Muñoz Molina                                                     | El jinete polaco                                         | Néstor Luján                                 | Los espejos paralelos                            |
| 1992 | Fernando Sánchez Dragó                                                   | La prueba del laberinto                                  | Eduardo Chamorro                             | La cruz de Santiago                              |
| 1993 | Mario Vargas Llosa (Perú)                                                | Lituma en los Andes                                      | Fernando Savater                             | El jardín de las dudas                           |
| 1994 | Camilo José Cela                                                         | La cruz de San Andrés                                    | Ángeles Caso                                 | El peso de las sombras                           |
| 1995 | Fernando G. Delgado                                                      | La mirada del otro                                       | Lourdes Ortiz                                | La fuente de la vida                             |
| 1996 | Fernando Schwartz Girón                                                  | El desencuentro                                          | Zoé Valdés                                   | Te di la vida entera                             |
| 1997 | Juan Manuel de Prada Blanco                                              | La tempestad                                             | Carmen Rigalt                                | Mi corazón que baila con espigas                 |
| 1998 | Carmen Posadas                                                           | Pequeñas infamias                                        | José María Mendiluce                         | Pura vida                                        |
| 1999 | Espido Freire                                                            | Melocotones helados                                      | Nativel Preciado                             | El egoísta                                       |
| 2000 | Maruja Torres                                                            | Mientras vivimos                                         | Salvador Compán                              | Cuaderno de viaje                                |
| 2001 | Rosa Regàs                                                               | La canción de Dorotea                                    | Marcela Serrano                              | Lo que está en mi corazón                        |
| 2002 | Alfredo Bryce Echenique                                                  | El huerto de mi amada                                    | Maria de la Pau Janer                        | Las mujeres que hay en mí                        |
| 2003 | Antonio Skármeta (Chile)                                                 | El baile de la Victoria                                  | Susana Fortes                                | El amante albanés                                |
| 2004 | Lucía Etxebarria                                                         | Un milagro en equilibrio                                 | Ferran Torrent                               | La vida en el abismo                             |
| 2005 | Maria de la Pau Janer                                                    | Pasiones romanas                                         | Jaime Bayly                                  | Y de repente, un ángel                           |
| 2006 | Álvaro Pombo                                                             | La fortuna de Matilda Turpin                             | Marta Rivera de la Cruz                      | En tiempo de prodigios                           |
| 2007 | Juan José Millás                                                         | El mundo                                                 | Boris Izaguirre                              | Villa Diamante                                   |
| 2008 | Fernando Savater                                                         | La Hermandad de la Buena Suerte                          | Ángela Vallvey                               | Muerte entre poetas                              |
| 2009 | Ángeles Caso                                                             | Contra el viento                                         | Emilio Calderón                              | La bailarina y el inglés                         |
| 2010 | Eduardo Mendoza                                                          | Riña de gatos. Madrid 1936                               | Carmen Amoraga                               | El tiempo mientras tanto                         |
| 2011 | Javier Moro Lapierre                                                     | El imperio eres tú                                       | Inma Chacón                                  | Tiempo de arena                                  |
| 2012 | Lorenzo Silva                                                            | La marca del meridiano (7ª parte de la serie Bevilacqua) | Mara Torres                                  | La vida imaginaria                               |
| 2013 | Clara Sánchez                                                            | El cielo ha vuelto                                       | Ángeles González-Sinde                       | El buen hijo                                     |
| 2014 | Jorge Zepeda Patterson                                                   | Milena o el fémur más bello del mundo                    | Pilar Eyre                                   | Mi color favorito es verte                       |
| 2015 | Alicia Giménez Bartlett                                                  | Hombres desnudos                                         | Daniel Sánchez Arévalo                       | La isla de Alice                                 |
| 2016 | Dolores Redondo                                                          | Todo esto te daré                                        | Marcos Chicot                                | El asesinato de Sócrates                         |
| 2017 | Javier Sierra                                                            | El fuego invisible                                       | Cristina López Barrio                        | Niebla en Tánger                                 |
| 2018 | Santiago Posteguillo                                                     | Yo, Julia                                                | Ayanta Barilli                               | Un mar violeta oscuro                            |
| 2019 | Javier Cercas                                                            | Terra Alta                                               | Manuel Vilas                                 | Alegría                                          |
| 2020 | Eva García Sáenz de Urturi                                               | Aquitania                                                | Sandra Barneda                               | Un océano para llegar a ti                       |
| 2021 | Carmen Mola (pseudònim d'Antonio Mercero, Agustín Martínez i Jorge Díaz) | La bestia                                                | Paloma Sánchez-Garnica                       | Últimos días en Berlín                           |
| 2022 | María Luz Gabás Ariño                                                    | Lejos de Luisiana                                        | Cristina Campos                              | Historias de mujeres casadas                     |